# Alejandro Mayorkas
Alejandro Nicholas Mayorkas (* 24. listopadu 1959 Havana) je americký právník a politik. V letech 2021–2025 zastával úřad ministra vnitřní bezpečnosti Spojených států ve vládě Joea Bidena, jakožto první imigrant a Latinoameričan v tomto úřadu. Již v letech 2013 až 2016 zastával v kabinetu Baracka Obamy funkci náměstka ministra vnitřní bezpečnosti.
Od 1. listopadu 2016 je společníkem v právnické firmě Wilmer Cutler Pickering Hale & Dorr („WilmerHale“). Zabývá se právní praxí v oblastech občanského a trestního práva, kybernetické bezpečnosti, krizového managementu a strategického poradenství. V roce 2008 byl časopisem The National Law Journal označen jako jeden z 50 nejvlivnějších menšinových právníků v Americe. V roce 2019 byl podobně označen časopisem Latino Leaders za jednoho ze 101 nejvlivnějších lídrů hispánské komunity ve Spojených státech.
Dne 23. listopadu 2020 oznámil zvolený prezident Joe Biden, že nominoval Mayorkase na pozici ministra vnitřní bezpečnosti. Nominaci senát schválil 2. února 2021 poměrem hlasů 56 : 43.
V únoru 2024 na něj Sněmovna reprezentantů hlasy republikánských poslanců podala ústavní žalobu, návrh prošel poměrem 214 : 213 hlasům. Zákonodárci jej obvinili z vyvolání krize na hranicích mezi Spojenými státy americkými a Mexikem. Jednalo se o vůbec první tzv. impeachment amerického ministra za téměř 150 let. Podání ústavní žaloby kritizoval prezident Joe Biden, podle kterého jde pouze o politickou hru.